# Конституція СРСР 1936 року
Конституція СРСР 1936 року (неофіційні назви: «Закони Сталіна», рідше — «Конституція соціалізму, що переміг») — основний закон СРСР, прийнятий VIII надзвичайним з'їздом Рад 5 грудня 1936 року, і діяв до 1977 (див. Конституція СРСР 1977 року) року.

## Історія
Восени 1935 року ЦВК СРСР створив Конституційну комісію під головуванням Сталіна і 12 підкомісій. 12 червня 1936 проект Конституції був опублікований і обговорювалося протягом наступних 6 місяців на всіх рівнях.
Незважаючи на свою назву, основним автором конституції був згодом репресований Микола Бухарін. У роботі над текстом конституції безпосередньо брав участь Сталін. Конституція 1936 року, за задумом авторів повинна була відобразити важливий етап в історії СРСР — побудову соціалізму. В її обговоренні вперше брало участь 75 млн чол., було внесено 2,5 млн пропозицій, доповнень, поправок.

## Зміст
Конституція проголосила, що соціалізм в СРСР переміг і в основному побудований. Це означало, що знищена приватна власність на засоби виробництва і експлуататорські класи (і отже пролетаріат більше не існує, тобто диктатура пролетаріату — пройдений етап), перемогли соціалістичні виробничі відносини. Економічною основою проголошувалася планова соціалістична система господарства, що спирається на соціалістичну власність у двох її формах — державну і колгоспно-кооперативну.
Вперше в історії СРСР Конституція 1936 року формально надавала всім громадянам рівні права:
- Загальне, рівне і пряме виборче право при таємному голосуванні;
- Право на працю і відпочинок, матеріальне забезпечення у старості та хвороби;
- Свобода совісті, слова, друку, зборів і мітингів.

Проголошувалися недоторканість особи і таємниця листування.
Земля, її надра, води, ліси, заводи, фабрики, шахти, рудники, залізничний, водний і повітряний транспорт, банки, засоби зв'язку оголошувалися всенародним надбанням; земля, яку займають колгоспи, передавалася їм у довічне користування.
Комуністична партія проголошувалася «керівним ядром» державних та громадських організацій (у Конституції 1924 року партія не згадувалася).
Вищою законодавчою владою в країні оголошувалася двопалатна Верховна Рада СРСР, а в перервах між її сесіями — Президія Верховної Ради СРСР. У конституції було положення про неможливість установи одноосібної президентської влади і створення «колективного президента» в особі Президії Верховної Ради, передбачалося рівність палат Верховної Ради і його право створювати слідчі і ревізійні комісії з будь-якого питання, відповідальність депутатів перед виборцями і право відкликати тих, хто не виправдовує надану їм довіру.
Уряд країни зберігав свою назву — Рада народних комісарів СРСР. РНК був вищим виконавчим органом, підзвітним Верховній Раді і його Президії.
Задекларовані права та свободи в Конституції 1936 р. носили лише формальний характер. Всупереч положенням Конституції за найменшу критику сталінської влади громадянин міг отримати вирок у вигляді довгого терміну ув'язнення або розстрілу. Збори та мітинги громадян проводилися лише з ініціативи влади та під її опікою. В системі НКВД діяв відділ перлюстрації кореспонденції, працівники котрого регулярно без будь-яких санкцій займалися перечитуванням листів підозрілих громадян. Стан дотримання радянської законності гарно характеризує навіть сам факт невиконання органами радянської влади норм тогочасної радянської конституції, яку навіть прибічники радянщини оцінюють як найдемократичнішу конституцію того історичного часу, яка була прийнята 1936 р. в тоталітарній радянській державі. Насправді Конституція СРСР 1936 року була прийнята з пропагандистською метою показувати власному народу та зовнішньому світу проголошені демократичні права та свободи радянських громадян, які фактично не виконувалися на практиці.

## Святкування Дня Конституції
До 1977 року День Конституції відзначався 5 грудня.

Марки 1952 року, присвячені 15-річчю Сталінської конституції. Художник Н. Павлов
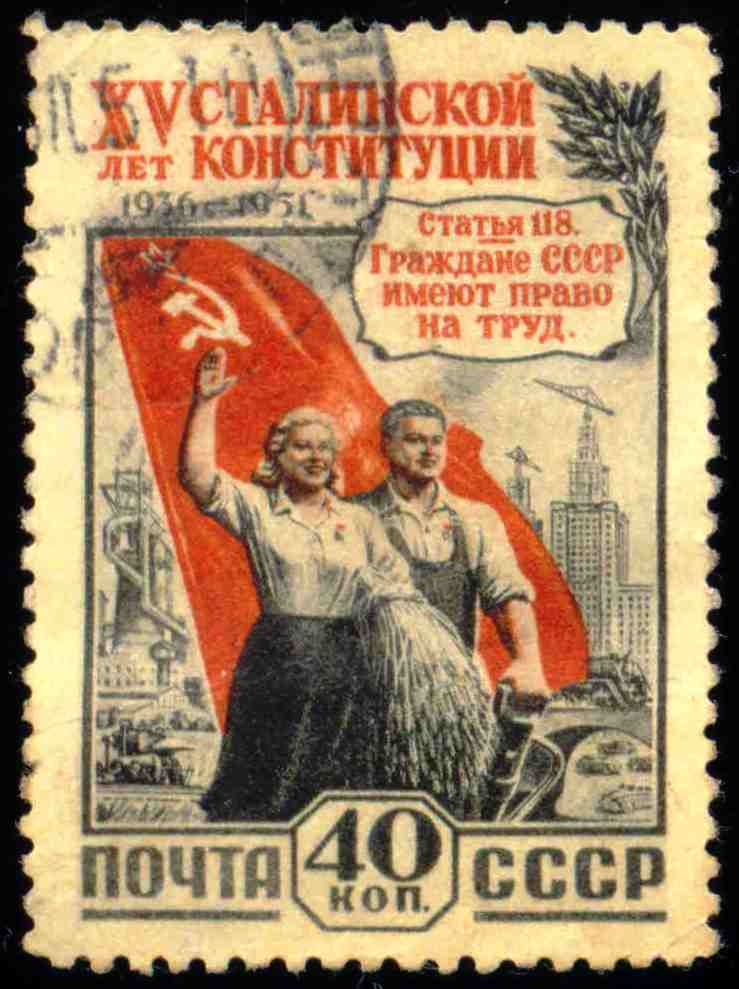
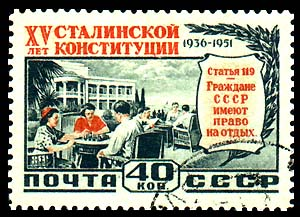
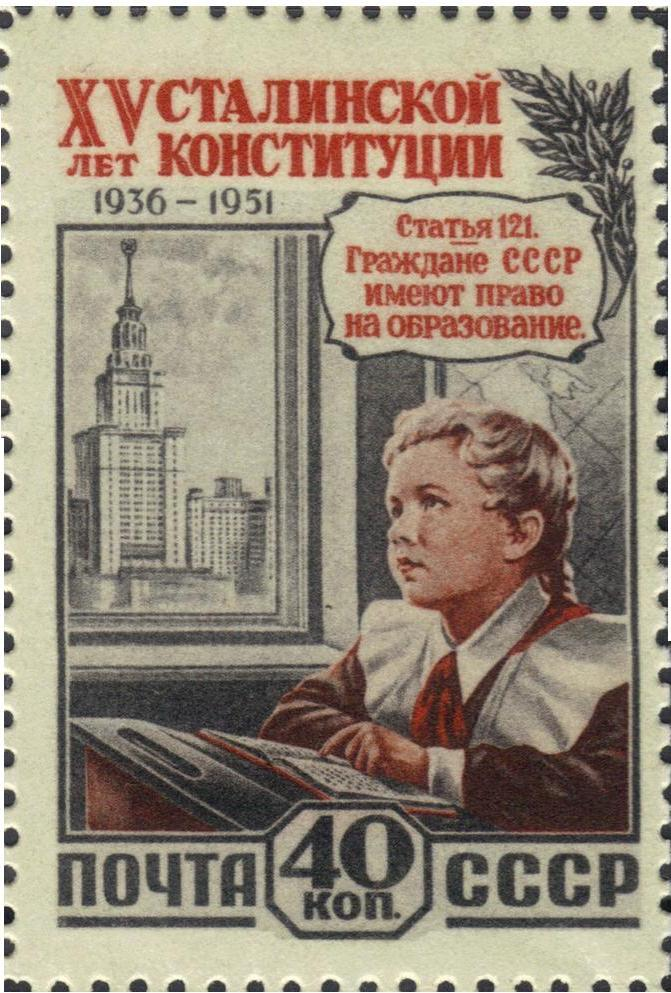
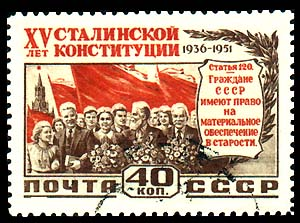